# Tufele Liamatua
Tufele Faatoia Liamatua, auch Tufele Liʻamatua geschrieben, (* 4. September 1940 in Amerikanisch-Samoa; † 13. Oktober 2011 in Honolulu) war ein Politiker (Republikanische Partei), Geschäftsmann und Paramount Chief aus Amerikanisch-Samoa. Er diente als der erste gewählte Vizegouverneur von Amerikanisch-Samoa unter dem damaligen Gouverneur Peter Tali Coleman von 1978 bis 1985.
Der Häuptlingstitel Tufele vor Liamatuas Namen wurde ihm vom Dorf Fitiuta auf den Manuainseln verliehen. Er war ein Paramount Chief.

## Biografie

### Privatleben
Tufele Liamatua wurde in Amerikanisch-Samoa geboren. Seine Gala zum 70. Geburtstag fand am Samstag, dem 4. September 2010, im Governor H. Rex Lee Auditorium statt.

### Vizegouverneur
Der US-Abgeordnete Phillip Burton aus Kalifornien brachte am 10. Juni 1976 im Repräsentantenhaus der Vereinigten Staaten einen Gesetzesentwurf ein, der die Volkswahl des Gouverneurs und Vizegouverneurs anstelle der Ernennung durch den Innenminister vorsah. Das Gesetz wurde mit 377 zu 1 Stimmen angenommen. Der Gouverneur von Amerikanisch-Samoa, Hyrum Rex Lee, unterzeichnete am 16. Mai 1977 das Gesetz 15-23, das den US-Innenminister aufforderte, die Direktwahl von Gouverneur und Vizegouverneur zu genehmigen. Am 13. September 1977 erließ das Innenministerium Order Nr. 3009, die die „Einführung des gewählten Gouverneurs und Vizegouverneurs sowie die Schaffung des Amtes für Rechnungsprüfung“ vorsah.
Peter Tali Coleman, der bereits in den 1950er Jahren als ernannter Gouverneur diente, und sein Running Mate, Tufele Liamatua, gewannen die Gouverneurswahl am 1. November 1977 und wurden damit das erste direkt gewählte Gouverneur/Vizegouverneur-Duo von Amerikanisch-Samoa. Liamatua wurde am 3. Januar 1978 als Vizegouverneur vereidigt. Coleman und Liamatua wurden 1980 für eine zweite Amtszeit wiedergewählt. Liamatua verließ das Amt am 3. Januar 1985; sein Nachfolger war Eni Faleomavaega.

### Öffentliche Karriere
Liamatua war später Gouverneur des Manuʻa-Distrikts. Er war zeitweise auch Polizeichef.
2006 wurde er zum Vorsitzenden der Future Political Status Study Commission ernannt, die den zukünftigen politischen Status Amerikanisch-Samoas untersuchen sollte. Senator Tuaolo Fruean wurde zum stellvertretenden Vorsitzenden ernannt.
Im November 2006 forderte Liamatua vollständige Autonomie für Amerikanisch-Samoa und nannte politische Schwächen, darunter die Möglichkeit, dass der vom Volk gewählte Gouverneur jederzeit vom US-Innenminister abgesetzt werden könne.
2009 wurde Liamatua von Gouverneur Togiola Talalelei A. Tulafono in den Vorstand des LBJ Medical Center berufen. Er wurde mit 14 zu 2 Stimmen vom Senat von Amerikanisch-Samoa bestätigt. 2006 wurde er in das Repräsentantenhaus von Amerikanisch-Samoa gewählt und leitete dort die Ausschüsse für Rentenwesen und Kommunikation.

### Secretary of Samoan Affairs
Am 7. Januar 2009 wurde Liamatua zum Secretary of Samoan Affairs ernannt. Mit diesem Amt übernahm er auch die Leitung des Ministeriums für Kommunale Verwaltung. Die Auswahl erfolgt ausschließlich durch den Gouverneur und erfordert keine Zustimmung des American Samoa Fono.
Am 9. Januar 2009 leitete Liamatua die traditionelle ʻAva ceremony zur zweiten Amtseinführung von Gouverneur Tulafono und Vizegouverneur Faoa Aitofele Sunia. Er begrüßte auch hochrangige Besucher wie Außenministerin Hillary Clinton im November 2010.
Am 28. November 2010 rief Liamatua die Bevölkerung auf, sich an der Bekämpfung von HIV/AIDS zu beteiligen.

### Tod
Tufele Liamatua starb unerwartet am 13. Oktober 2011 in Honolulu, Hawaii, im Alter von 71 Jahren. Er wurde am 20. Oktober 2011 mit einem Hawaiian-Airlines-Flug nach Amerikanisch-Samoa überführt.